# السليل (السوادية)

تعديل مصدري - تعديل

السليل هي إحدى قرى عزلة ال منصور بني وهب بمديرية السوادية التابعة لمحافظة البيضاء، بلغ تعداد سكانها 76 نسمة حسب تعداد اليمن لعام 2004.